# La Corde au cou (film, 1969)
Pour les articles homonymes, voir La Corde au cou.
Pour plus de détails, voir Fiche technique et Distribution.
La Corde au cou (Una lunga fila di croci) est un western spaghetti réalisé par Sergio Garrone, sorti en 1969.

## Synopsis
Deux justiciers, Johnny Brandon, surnommé Django, et Everett Murdock, surnommé le Prédicateur, règlent leur compte à tous les bandits qu'ils croisent et s'opposent à un trafic d'ouvriers mexicains passant clandestinement la frontière. Mr. Fargo, principal dirigeant de ce réseau, vient de perdre Santana, un bandit chargé de le fournir en ouvriers clandestins. Il décide de pourchasser Brandon et Murdock. Ceux-ci sont soutenus par Maya, pourtant épouse de Fargo.
La complicité des deux chasseurs de primes se dégrade à la suite des trahisons du Prédicateur, qui veut agir pour son propre compte. Plein de ressource, Brandon parvient à déjouer les pièges de ses adversaires et se débarrasse de Murdock après que celui-ci a tué Fargo.

## Fiche technique
- Titre français : La Corde au cou ou Une longue file de croix[1]
- Titre original italien : Una lunga file di croci
- Titres anglais : Hanging for Django ou No Room to Die ou Noose for Django
- Réalisation : Sergio Garrone
- Scénario : Sergio Garrone
- Photographie : Franco Villa
- Montage : Cesare Bianchini, Marcello Malvestito
- Musique : Vasili Kojucharov, Elsio Mancuso
- Décors : Emilio Zago
- Durée : 80 min
- Pays :  Italie
- Langues : italien / anglais
- Format d'image : Couleur - 2.35 : 1
- Son : Mono
- Date de sortie : 
  - Italie : 1969
  - France : 27 octobre 1971[1]

## Distribution
- Antonio De Teffè : Johnny Brandon/Django (pseudo Anthony Steffen)
- William Berger : Everett Murdock/Sartana
- Mario Brega : l'associé de Brandon
- Riccardo Garrone : Mr. Fargo
- Nicoletta Machiavelli : Maya
- Mariangela Giordano : femme de José
- Fred Robsahm

## Commentaires
- Le nom de Django a sans doute été utilisé ici pour des raisons commerciales, de façon à profiter de la popularité du western.